# Панамский бальбоа
Бальбо́а — денежная единица Республики Панама, равная 100 сентесимо.
Введена в 1904 году и названа в честь испанского конкистадора Васко Нуньеса де Бальбоа.
До 1934 года золотое содержание бальбоа составляло 1, 5048 г чистого золота, что было несколько выше золотого содержания доллара США (1, 50463 г), однако фактически бальбоа приравнивался к доллару. В 1934 году установлено твёрдое соотношение к доллару США 1:1, существующее до настоящего времени.

## Монеты и банкноты
В обращении находятся монеты в 1, 1⁄2, 1⁄4, 1⁄10 бальбоа, 5 и 1 сентесимо. Также иногда в обращении встречаются памятные монеты мелких номиналов .
Банкноты в панамских бальбоа не выпускаются, их роль выполняют доллары США, являющиеся законным платёжным средством. Только однажды, в 1941 году, были выпущены банкноты номиналом в 20, 10, 5 и 1 бальбоа, однако спустя несколько дней они были изъяты из обращения, получив название «семидневных долларов».

## Режим валютного курса
Курс бальбоа привязан к доллару США (код ISO 4217 — USD) в соотношении 1:1.